# 庫爾特納內梅湖

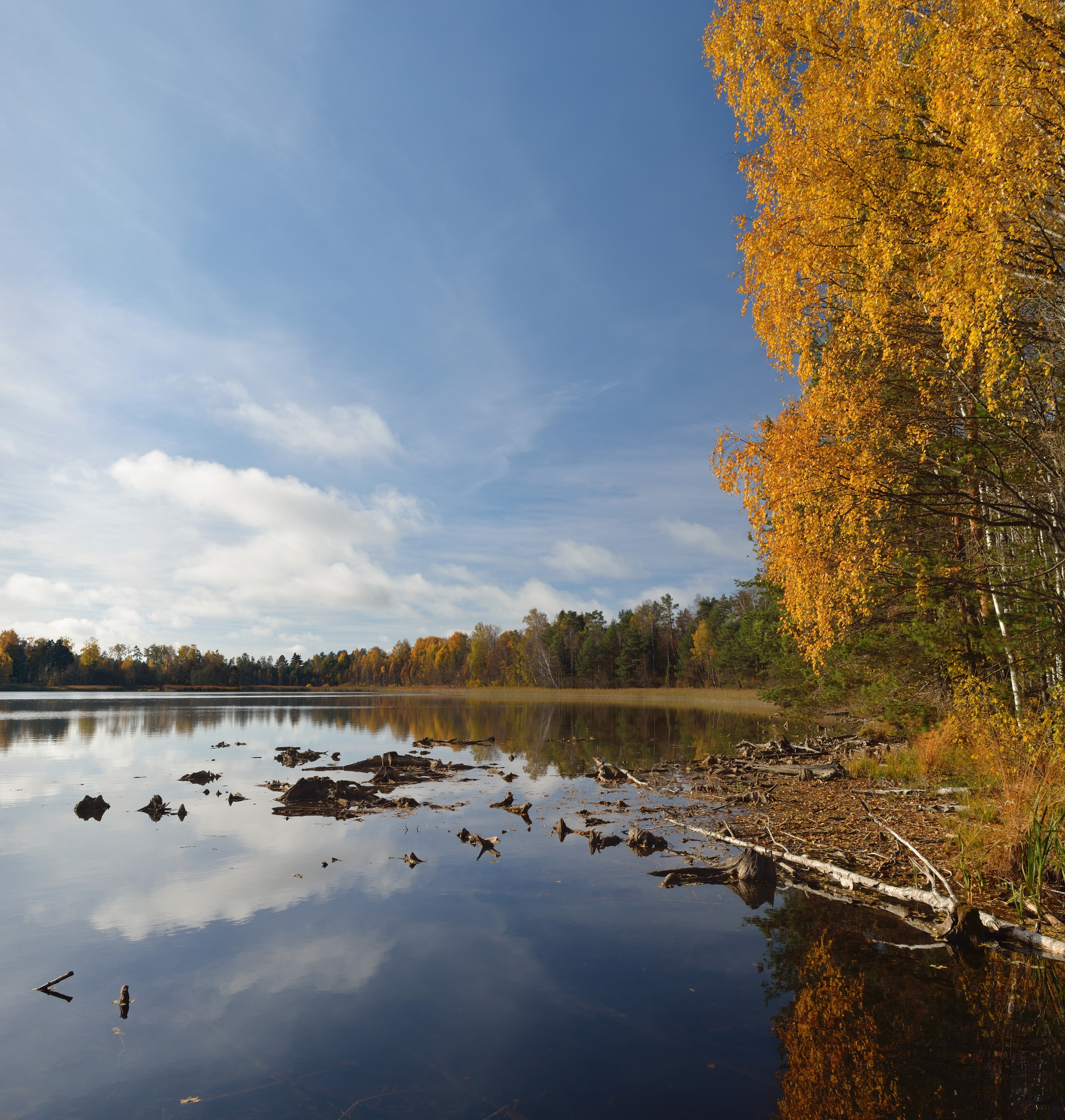

庫爾特納內梅湖是愛沙尼亞的湖泊，由東維魯縣負責管轄，長0.7公里、寬0.34公里，面積0.16平方公里，海拔高度47.5米，平均水深3.1米，最大水深7.5米，該湖有19種水生植物。